# Альберт Генрі Томас
Альберт Генрі Томас (англ. Albert Henry Thomas; 1 липня 1888 — 13 січня 1963) — британський боксер, олімпійський чемпіон 1908 року. 

## Аматорська кар'єра
Олімпійські ігри 1908
- 1/4 фіналу. Переміг Франка Макгурка (Велика Британія)
- 1/2 фіналу. Пройшов автоматично
- Фінал. Переміг Джона Кондона (Велика Британія)